# Mimudea marginescripatalis
Mimudea marginescripatalis là một loài bướm đêm trong họ Crambidae.